# Luckington
Luckington è un villaggio e una parrocchia civile della contea del Wiltshire che si trova a poco più di 6 miglia a ovest di Malmesbury nel Sud Ovest dell'Inghilterra, Regno Unito.

## Geografia fisica

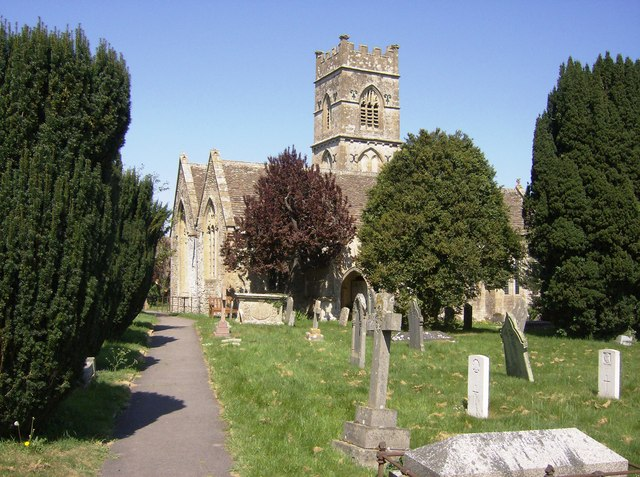
Chiesa di Santa Maria e Sant'Etelberto a Luckington

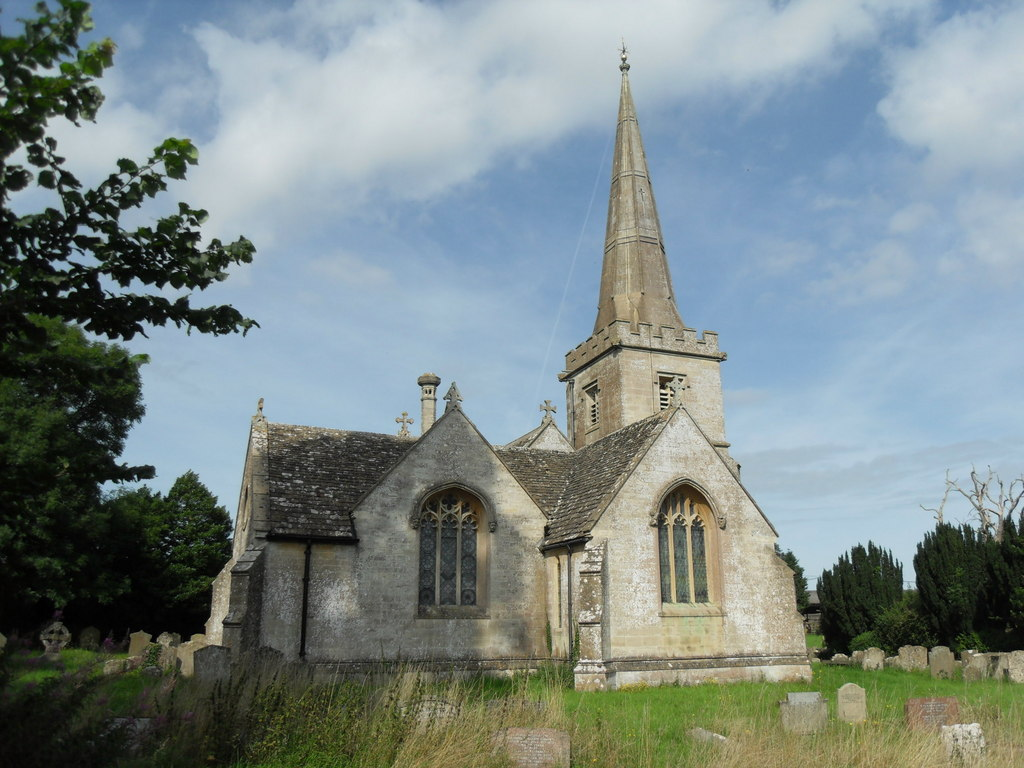
Chiesa di Sant'Egidio ad Alderton

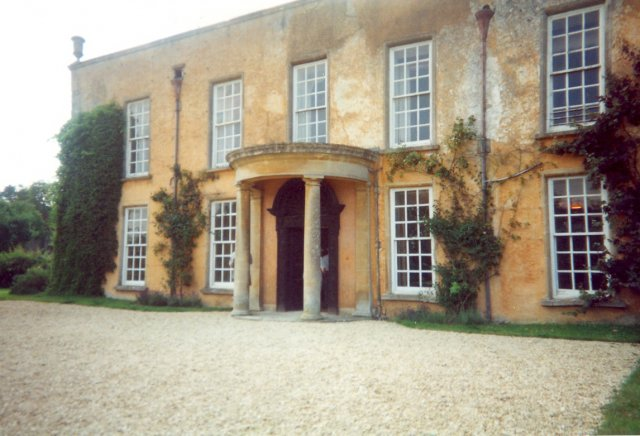
Luckington Court

### Territorio
Il territorio della parrocchia civile di Luckington occupa una superficie di 0.2677 km² con un livello medio sul mare di 124 metri e si presenta, visto dall'alto, con una forma compatta. Si trova nell'estremo nord-ovest del Wiltshire, sette miglia a sud-ovest di Malmesbury e sette miglia a nord-est di Sodbury. La parrocchia comprende il villaggio di Luckington e il villaggio più piccolo di Alderton, a sud-ovest. I confini della parrocchia delimitano il Gloucestershire a ovest e Great Badminton e Sherston a nord-est con Grittleton e Leigh Delamere a sud-est.

## Storia
Si pensa che il nome di Luckington derivi da "Lucca's Farm". La prima prova di insediamento ad Alderton è stata la scoperta di un'ascia di pietra neolitica vicino a Drew's Pond e alcuni resti dell'età del ferro sono stati trovati anche a ovest del villaggio. La popolazione della parrocchia nel 1801 era di 304 persone e, nonostante un calo nei successivi 50 anni, è salita a 339 nel 1851. Nel 1086 c'erano due feudi a Luckington detenuti da Herman (di Durand di Gloucester) ed Edward (di Ralf de Mortemer). In seguito i manieri dei feudi furono detenuti in parte da Roger de Mortimer e anche da Hugo. Passò poi attraverso la famiglia Mortimer nel XIII secolo ai Clifford e poi all'influente famiglia Gore. La famiglia Montagu di Lackham tenne il maniero fino al 1827, quando Joseph Neeld acquistò Alderton. Era di Hendon, Middlesex, e continuò a possedere molte tenute nel North Wiltshire, inclusa la vicina Grittleton. La tenuta fu venduta nel 1966 e la maggior parte fu acquistata dal Duca di Beaufort. Nel XVI secolo il maniero passò alla famiglia Fitzherbert e rimase con loro fino al 1798, quando si dice che l'ultima erede sia fuggita con un uomo di Bristol di nome Jones, creando la famiglia dei Fitzherbert Jones. Fu questa famiglia ad aggiungere l'imponente facciata di Luckington Court. La popolazione totale era di circa 120 persone e c'era abbastanza terra per otto squadre di aratri, ciascuna con otto buoi, e un mulino sul piccolo Avon. Dal 1141 e fino al XIV secolo il feudo di Luckington fu detenuto dai conti di Hereford.

## Monumenti e luoghi d'interesse
Ci sono vari edifici storici e altri siti d'interesse nel territorio di Luckington, in particolare la sua chiesa. 
- Chiesa di Santa Maria e Sant'Etelberto (in inglese Church of St. Mary and St. Ethelbert). La chiesa parrocchiale anglicana di Luckington si pensa risalga al XII secolo. Nel XV secolo ci furono molti lavori di riparazione e ricostruzione con modifiche alle pareti e alla navata e la maggior parte delle finestre risale anch'essa a quel periodo. Il portico nord è georgiano e ci fu un ulteriore ampio restauro di Santa Maria nel XIX secolo, intrapreso da Sir Arthur Blomfield. Di interesse sono il fonte battesimale normanno, le vetrate delle finestre e le arcate della navata. L'English Heritage ha inserito dal 28 ottobre 1959 la chiesa di Santa Maria e Sant'Etelberto tra gli edifici storici come monumento classificato di prima categoria col numero 1199767. La chiesa appartiene alla diocesi di Bristol.[8][9][10][11]
- Chiesa di Sant'Egidio  (in inglese Church of St Giles). La chiesa di Alderton è dedicata a Sant'Egidio, un abate francese del VII secolo, che dedicò molto del suo tempo alla cura dei lebbrosi. Si pensa che la chiesa risalga all'incirca all'XI o al XII secolo, sebbene ci sia stata una vasta ricostruzione nel XIX secolo, quando alla torre fu aggiunta anche una guglia. La chiesa fu ampiamente ricostruita durante la ristrutturazione del XIX secolo tra il 1844 e il  1845 voluta da James Thomson utilizzando elementi della chiesa del XII-XV secolo. Le caratteristiche originali rimaste dopo questo laviro includevano archi a sesto acuto, il tetto della navata, i pilastri sassoni della porta nord e gran parte della torre. L'English Heritage ha inserito dal 28 ottobre 1959 la chiesa di Chiesa di Sant'Egidio tra gli edifici storici come monumento classificato di seconda categoria col numero 1022362. La chiesa appartiene alla diocesi di Bristol.[12][13][14]
- Luckington Court. Il palazzo, che si trova vicino alla chiesa parrocchiale di Luckington, risale al XVIII secolo. Venne costruit0 intorno al 1700 su un precedente edificio del XVI secolo. Interni ed esterni della struttura sono stati utilizzati per rappresentare Longbourn, la casa della famiglia Bennet, nella serie TV della BBC del 1995 Orgoglio e pregiudizio. L'English Heritage ha inserito dal 12 dicembre 1951 il palazzo tra gli edifici storici come monumento classificato di seconda categoria col numero 1022373.[14][15][16][17][18]

## Geografia antropica

### Urbanistica
La parrocchia è attraversata dalla strada B4040 che collega Malmesbury con Old Sodbury. Il centro e il nucleo di Luckington è costituito dagli incroci, dove si trovano due piccol e attività e con cinque strade che si incontrano. 
La parrocchia comprende il villaggio di Luckington e il villaggio più piccolo di Alderton, che si trova a sud-ovest della parrocchia.

### Luckington
Il villaggio di Luckington ha un chiaro legame con i tempi pre-normanni. Una casa che sorge sul sito di quella che oggi è Luckington Court si dice sia stata usata da re Harold come rifugio per la caccia. Poiché Harold era re, anche se solo per un breve periodo, Luckington divenne tecnicamente un maniero reale, quindi aveva il diritto di usare il titolo "corte", a Luckington Court, che era una parte importante del villaggio. Si trova a ovest della chiesa ed è una casa in stile Queen Anne. Una casa precedente sul sito era chiamata "Peach House". All'interno dei terreni di Luckington Court ci sono due cedri che si dice abbiano 400 anni. Ci sono anche altri edifici classificati Luckington. Questi includono Old Bakehouse, The Forge House e Manor Farmhouse ad Alderton, e Whitehouse Farmhouse, North End House, Wick Farmhouse e The Old Rectory a Luckington. Nel territorio di Luckington vi sono le sorgenti del Bristol Avon e queste si trovano nella parte meridionale della parrocchia. L'Avon, da Luckington, passa attraverso Malmesbury e Chippenham, verso Melksham e Bradford-on-Avon, conducendo a Bath e Bristol. Del villaggio ne scrisse influente fisico, naturalista, letterato e scrittore John Aubrey del XVII secolo quando scrisse: "Hancock's Well a Luckington è così estremamente freddo che d'estate non si può sopportare a lungo di immergerci le mani. Fa molto bene agli occhi. Cura il prurito".

### Alderton
Alderton è un villaggio ed ex parrocchia civile, ora nella parrocchia di Luckington. Nel 1931 la parrocchia aveva una popolazione di 107. Il 1° aprile 1934 la parrocchia fu abolita e fusa con Luckington.